# Lars Magnus Ericsson
Pour les articles homonymes, voir Ericsson (homonymie).
Lars Magnus Ericsson (né le 5 mai 1846, à la ferme de Nordtomta dans le village de Vergebols dans le Värmland ; † le 17 décembre 1926 à Botkyrka, Comté de Stockholm) est un inventeur suédois, connu comme le fondateur de la compagnie de télécommunication Ericsson.

## Biographie
Ericsson a grandi dans la petite ville de Vegerbol, entre Karlstad et Arvika. Orphelin de père à 11 ans, il dut travailler tantôt comme cheminot, tantôt comme mineur, en Suède et en Norvège. En 1867 il partit à Stockholm et fut embauché chez le fabricant de télégraphes Öller & Cie. Six ans plus tard, il bénéficia d'une bourse pour poursuivre sa formation à l'étranger. Il étudia en Suisse puis en Allemagne, où il travaillait aussi pour Siemens & Halske.
Lorsqu'en 1876 il rentra en Suède, il s'associa avec un ancien collègue d'Öller & Cie, Carl Johan Andersson, pour créer un petit atelier. Ce ne fut au début qu'une modeste cuisine d'à peine 13 m2, au no 15 de Drottningsgatan, dans le centre-ville de Stockholm. Les deux associés se mirent à assembler des instruments de mathématiques et de physique, mais bientôt ils réussirent à fabriquer leur propre modèle de  téléphone. Ericsson ne voyait au départ dans cet objet qu'un gadget tout juste bon à distraire les classes aisées, et il s'étonna toujours par la suite que tant de gens veuillent en posséder un. En 1883, Ericsson s'associa avec Henrik Tore Cedergren, le fondateur de Stockholms allmänna telefonaktiebolag, et la société d'Ericsson connut désormais une prospérité fulgurante, jusqu'à devenir l'actuelle Telefon AB L.M. Ericsson. En 1900, Lars Magnus Ericsson, âgé de 54 ans, se retira des affaires avec un bon portefeuille d'actions, qu'il ne revendit qu'en 1905.
Ericsson était réputé pour son mauvais caractère mais, quoiqu'il n'aimât guère la compagnie, il était très respecté de ses employés. Conscient que ses propres téléphones n'avaient été au départ que des copies de ceux de Siemens, il était un détracteur du système des brevets, dans lesquels il voyait un frein à la concurrence, et pour cette même raison, il se souciait peu d'être copié par des concurrents norvégiens. De son point de vue, si les lois avaient été appliquées dans toute leur rigueur, A. G. Bell aurait pu breveter le principe du téléphone dans le monde entier. 
Lars Magnus Ericsson mourut en 1926 et fut inhumé à Botkyrka, au sud de Stockholm. Conformément à ses dernières volontés, sa tombe est exempte d’épitaphe. 
Son bureau de président de la compagnie a été reconstitué dans le moindre détail au Musée national pour les sciences et la technologie de Stockholm.

## Source
- Biographie (site Web du Musée national pour les sciences et la technologie)